# John Freitag
John W. Freitag (Columbia, Illinois, 3 de maig de 1877 – Saint Louis, 20 d'octubre de 1932) va ser un remer estatunidenc que va competir a primers del segle xx.
El 1904 va prendre part en els Jocs Olímpics de Saint Louis, on va guanyar la medalla de bronze en la prova de quatre sense timoner del programa de rem, formant equip amb Gustav Voerg, Louis Helm, Frank Dummerth.